# Йенсен, Ханс
Йоханнес Ханс Даниель Йе́нсен (нем. Johannes Hans Daniel Jensen; 25 июня 1907, Гамбург — 11 февраля 1973, Гейдельберг) — немецкий физик, лауреат Нобелевской премии по физике в 1963 году. Половина премии, совместно с Марией Гёпперт-Майер, «за открытия, касающиеся оболочечной структуры ядра». Вторую половину премии получил Юджин Вигнер.

## Биография
Ханс Даниель был третьим ребёнком в семье садовника Карла Фридриха Йенсена и его жены Хелены Аугусты Адольфины Йенсен (в девичестве Ом). С 1926 года обучался сначала в Гамбургском университете, а затем в Фрайбургском университете. Изучал физику, математику, физическую химию и философию. После получения степени кандидата наук по физике остался в Гамбурге в качестве научного ассистента. В 1936 году получил степень доктора наук. В 1937 году становится доцентом и в 1941 году профессором в Ганноверском техническом университете. Вступил в Национал-социалистический союз немецких доцентов, Национал-социалистический союз учителей и наконец в НСДАП, но, как после войны доказывал Вернер Гейзенберг, поступил так лишь чтобы избежать препятствий на пути академической карьеры. В 1949 году назначен профессором в Гейдельбергском университете, где остаётся до пенсии. За это время он неоднократно преподавал в США, в том числе в Принстонском университете и в Калифорнийском университете в Беркли. С 1955 года, совместно с Отто Хакселем, являлся издателем журнала Zeitschrift für Physik.
Характеристикой человеческих качеств Ханса Йенсена может служить следующий анекдот:

Наутро после получения Нобелевской премии ему позвонил премьер-министр страны и спросил, нет ли у него какого-либо заветного желания. Йенсен тотчас же ответил: «Да, я хотел бы, чтобы вы дали немецкое гражданство студенту, которого изгнали из Ирака и лишили гражданства». Студент получил немецкое гражданство.

## Достижения
Первые работы Йенсена, среди прочего две его диссертационные работы, были посвящены уточнению статистической модели атомной оболочки Томаса — Ферми. В конце 1930 года он начинает интересоваться атомным ядром. Уже в 1939 году, основываясь на эмпирическом анализе свойств ядер, их энергий связи и распространённости в природе, он высказывает идею об оболочечной структуре ядра, однако в самых общих словах. Эта идея считалась очень зыбкой, так как с одной стороны, капельная модель ядра Нильса Бора 1936 года очень хорошо описывала ядерные реакции, и с другой стороны понятие орбиты в ядре, по-видимому, не имело смысла. Дальнейшее развитие этой модели было задержано международной изоляцией Германии во время второй мировой войны. Только в конце 1940-х годов Йенсен смог снова заняться данной темой. В 1948 году, применив модель сильного спин-орбитального взаимодействия, ему удалось объяснить существование магических чисел, обозначавших особо стабильные ядра. Одновременно с ним к тому же результату пришла в США Мария Гёпперт-Майер. В результате последовавшего интенсивного обмена идеями между Йенсеном и Гёпперт-Майер появилось почти полное понимание свойств лёгких ядер. В 1955 году они совместно выпустили книгу Elementary Theory of Nuclear Shell Structure, в которой дали детальное описание структуры атомных ядер.
За эти достижения им была присуждена половина Нобелевской премии по физике за 1963 год. Вторая половина премии была присуждена Юджину Вигнеру.

## Награды
- Профессор Гамбургского университета, 1947
- Нобелевская премия по физике, 1963
- Почётный гражданин Форт-Лодердейля, 1969